# 人形の家 (1927年の映画)
『人形の家』（にんぎょうのいえ）は、1927年に公開された阿部豊監督の日本のサイレント映画。

## スタッフ
以下のスタッフ名はKINENOTEに従った。
- 監督 - 阿部豊
- 脚色 - 畑本秋一
- 撮影 - 碧川道夫

## キャスト
- 岡田時彦 - 星沢礼二[3][2]
- 夏川静江 - 妻範子[2][3]
- 浦辺粂子 - 林田美弥子[2]
- 南部章三 - 黒須田[3][2]
- 川又堅太郎 - 礼二の友[3][2]
- 小杉勇 - 医師[3][2]